# 唐家房镇
唐家房镇，是中华人民共和国辽宁省鞍山市千山区下辖的一个乡镇级行政单位。

## 行政区划
唐家房镇下辖以下地区：
中心社区、唐家房村、顾家房村、鸡王屯村、网户屯村和李氏房村。